# Mondo pazzo... gente matta!
Mondo pazzo... gente matta! è un film del 1966, diretto da Renato Polselli.

## Trama
Un gruppo di giovani musicisti con la collaborazione di un vecchio attore d'avanspettacolo (Posani) cerca di organizzare uno spettacolo che si rivelerà un guazzabuglio. Sarà l'intervento delle loro fidanzate e della moglie dell'attore (Polesello) a risolvere la situazione.

## Curiosità
- La allora 44enne Silvana Pampanini riveste il ruolo di una studentessa tedesca.